# (6845) Mansurova
(6845) Mansurova (1976 JG2) – planetoida z pasa głównego asteroid okrążająca Słońce w ciągu 3,43 lat w średniej odległości 2,28 j.a. Odkryta 2 maja 1976 roku.